# Matthäus Thurmaier
Matthäus Thurmaier (* 1. April 1932 in München) ist ein ehemaliger deutscher Tischtennis-Nationalspieler. Er nahm an zwei Weltmeisterschaften teil.

## Werdegang
Thurmaier spielte im Verein Post SV München. 1949 wurde er zusammen mit Josef Edenhardter deutscher Jugendmeister im Doppel, im Einzel erreichte er das Endspiel. Bei den Bayerischen Meisterschaften der Herren gewann er 1952 den Titel im Einzel sowie 1953, 1954 und 1957 im Doppel. 1953 belegte er in der gesamtdeutschen Rangliste Platz 11.
Im gleichen Jahr wurde er für die Weltmeisterschaft in Bukarest nominiert. Hier schied er im Einzelwettbewerb in der ersten Runde aus. Im Doppel mit Toni Breumair kam er eine Runde weiter, mit der deutschen Mannschaft kam er auf Platz sieben. Insgesamt bestritt er zwei Länderspiele. Vor der WM spielte er in München gegen Brasilien, während der WM wurde er gegen Rumänien eingesetzt.
1957 erreichte er bei den nationalen Deutschen Meisterschaften im Doppel mit Helmut Ernst das Halbfinale. 1956 verließ er Post SV München und schloss sich dem Verein MTV München von 1879 an um zwei Jahre später wieder zum Post SV zurückzukehren.
Bei der Weltmeisterschaft 1959 in Dortmund nahm er an den Individualwettbewerben teil. Im Einzel überstand er die Qualifikationsrunde nicht, das Doppel mit Werner Haupt siegte über Erik Petersen/Harry Wiingard (Dänemark) und scheiterte in der zweiten Runde an den Chinesen Bingquan Hu/Yin-ShengHsu.
Seit 1960 spielte er beim Münchener Verein TSV Milbertshofen. 1965 beendete er seine Laufbahn als Leistungssportler.

## Privat
Thurmaier ist verheiratet. Seinen Lebensunterhalt verdiente er als Angestellter bei der Bayerischen Handelsbank. Neben Tischtennis spielt er aktiv Tennis und Golf.

## Turnierergebnisse
| Verband | Veranstaltung     | Jahr | Ort      | Land | Einzel     | Doppel    | Mixed        | Team |
| ------- | ----------------- | ---- | -------- | ---- | ---------- | --------- | ------------ | ---- |
| FRG     | Weltmeisterschaft | 1959 | Dortmund | FRG  | Qual       | letzte 64 | keine Teiln. |      |
| GER     | Weltmeisterschaft | 1953 | Bukarest | ROU  | letzte 128 | letzte 32 | keine Teiln. | 7    |